# Franc Trlep
Franc Trlep, slovenski partizan, politik in politični komisar, * 1907, † ?.
Kot pripadnik 9. slovenske narodnoosvobodilne brigade je bil eden izmed odposlancev, ki so se udeležili Zbora odposlancev slovenskega naroda v Kočevju.